# František Udržal
František Udržal (ur. 3 stycznia 1866 w Dolnim Rovniu, zm. 24 kwietnia 1938 w Pradze) – czechosłowacki polityk, premier Republiki w latach 1929–1932.
W latach 1883–1886 studiował w Akademii Rolniczej w Taborze, naukę kontynuował na uniwersytecie rolniczym w Halle. W 1894 objął gospodarstwo rodzinne w Dolním Rovniu pod Pardubicami. W latach 90. zaangażował się w politykę: przystąpił do partii młodoczeskiej, później związał się z agrariuszami. Od 1897 do 1918 pełnił mandat posła do Rady Państwa z ich ramienia.
Po uzyskaniu niepodległości przez Czechosłowację objął w 1918 mandat posła do Zgromadzenia Narodowego, który sprawował do 1935. Później przez dwa lata (1935–1937) pełnił obowiązki senatora Republiki. Od 1921 do 1929 był ministrem obrony narodowej, później stanął na czele rządu Republiki (1929–1932). W 1937 z powodów zdrowotnych wycofał się z polityki.
W łonie partii agrariuszy należał do tzw. prohradowego skrzydła.